# Franziska Jahn
Franziska Jahn (* nach 1970) ist eine deutsche Filmregisseurin.

## Biografie
Jahn absolvierte im Zeitraum von 1994 bis 1997 eine Ausbildung zur Modedesignerin am Berliner Lette-Verein. 2011 ließ sie sich an der Master School Drehbuch sowie an der TV Akademie zur Autorin für Film und Fernsehen ausbilden. An der Hochschule für Schauspielkunst Ernst Busch in Berlin absolvierte Jahn 2016 ein Hospitanz-Szenenstudium mit Eva Weißenborn. 2019 nahm sie an einem Coaching mit Heike Hanold-Lynch für Drehvorbereitungen teil und an einem Hospitanz-Seminar Schauspiel für junge Talente mit Teresa Harder im Coachingteam von Frank Betzelt.
Von 2001 bis 2006 hospitierte Jahn unter anderem bei den Serien Berlin, Berlin, Türkisch für Anfänger sowie zwei Folgen der Kriminalfilmreihe Sperling. Auch an Christian Züberts Filmkomödie Müde Krieger, Sherry Hormanns Weihnachtsgeschichte Wozu Weihnachten? und Marcus O. Rosenmüllers Fernsehdrama Kunstfehler sowie Katinka Feistls Filmkomödie Krieg der Frauen wirkte Jahn mit.
Von 2006 bis 2018 war Jahn als Regieassistentin für unter anderem Dominic Müller bei Volles Haus und Mia und der Millionär, Andreas Morell bei der Telenovela Schmetterlinge im Bauch und diverse Folgen der Reihe SOKO Leipzig sowie für Patrick Winczewski ebenfalls für diverse Folgen der vorgenannten Reihe tätig. Für Nina Wolfrum arbeitete sie als Regieassistentin für die Telenovela Anna und die Liebe und für verschiedene Regisseure für Folgen der Telenovela Gute Zeiten, schlechte Zeiten.
Blutige Anfänger ist der Titel einer Serie, deren erste Staffel im Januar 2020 im ZDF ausgestrahlt wurde und sich um Polizeischüler und deren Probleme dreht. Jahn wirkte an vier Folgen der Serie mit, die inzwischen drei Staffeln umfasst. Für ein Weihnachts-Special der Arztserie In aller Freundschaft – Die jungen Ärzte mit dem Titel Adventskind übernahm Jahn, die schon an einem anderen Ableger der Serie mitgewirkt hatte, die Regie. Der Film lief am 10. Dezember 2021 im Programm der ARD Das Erste.
Franziska Jahns Lebensmittelpunkt ist Berlin.

## Filmografie (Auswahl)
- 2003: Sperling und der Mann im Abseits (Fernsehserie, Episode 13; Regieassistenz)
- 2003: Motown (Kinofilm; Script Supervisor)
- 2004: Sugar Orange (Spielfilm; Überwachung Anschlussszenen)
- 2005: Sperling und der Fall Wachutka (Episode 16; Regieassistenz)
- 2015, 2016: Gute Zeiten, schlechte Zeiten (Seifenoper, 25 Folgen; Regie in 10 Folgen)
- seit 2019: SOKO Leipzig (Krimiserie, sieben Folgen)
- 2019: In aller Freundschaft – Die Krankenschwestern (Fernsehserie, 4 Folgen)
- 2021: Blutige Anfänger (Fernsehserie, 4 Folgen)
- 2021: Adventskind (Fernsehfilm, Special der Arztserie In aller Freundschaft – Die jungen Ärzte)
- 2025: SOKO Köln (Fernsehserie, drei Folgen)